# Kompromat: L'expedient rus
Kompromat: L'expedient rus és una pel·lícula dramàtica francesa del 2022 dirigida per Jérôme Salle i escrita per Salle i Caryl Ferey. Ha estat subtitulada al català.

## Repartiment
- Gilles Lellouche com a Mathieu Roussel
- Joanna Kulig com a Svetlana
- Louis-Do de Lencquesaing com a ambaixador francès
- Mikhail Gorevoy com a Dimitri Rostov
- Aleksey Gorbunov com a Borodin
- Elisa Lasowski com Alice Roussel
- Danila Vorobyov com Sasha Rostov
- Judith Henry com a Michèle
- Igor Jijikine com a Sagarine
- Pierre Hancisse com a Juliene
- Mikhail Safronov com a Ivanovich
- Marius Repsys com a Shakir
- Olivia Malahieude com a Rose Russell
- Sasha Piltsin com a Sergey

## Producció
El film s'inspira parcialment en el cas de kompromat real que va implicar Yoann Barbereau. El productor no va obtenir els drets de la història de Barbereau, de manera que es va crear una història fictiva inspirada en aquest cas. Es mantenen algunes similituds, per exemple, Barbereau va ser també el director de l'Alliance française a Irkutsk i també va ser acusat de difondre pornografia infantil i abusar de la seva pròpia filla, només per escapar de la presó.